# Pecorino di Filiano
Il Pecorino di Filiano è un prodotto che ha ottenuto il riconoscimento della denominazione di origine protetta (D.O.P.) ai sensi del Regolamento CEE N. 2081/92 del consiglio; è riservata esclusivamente ai formaggi ottenuti con latte ovino.

## Caratteristiche
Si tratta di un formaggio a pasta dura, è ottenuto con latte intero di pecore di razza Gentile di Lucania e di Puglia, Leccese, Comisana, Sarda.
Il disciplinare prevede che <<il latte destinato alla trasformazione in Pecorino di Filiano, appartenente a due mungiture consecutive deve derivare da allevamenti la cui alimentazione è costituita principalmente dal pascolo, foraggi freschi e da fieni di ottima qualità prodotti nell'area descritta.>> Sempre secondo il disciplinare, anche il caglio deve essere artigianalmente preparato con tecniche precise. Il formaggio “Pecorino di Filiano” si produce tutto l'anno.
La forma è cilindrica a facce piane, il peso deve essere compreso da 2,5 a 5 kg in relazione alle dimensioni della forma. La crosta varia dal giallo dorato al bruno scuro nelle forme più stagionate e trattate superficialmente con olio extravergine di oliva prodotto in Basilicata e aceto di vino, il grasso sulla sostanza secca non deve essere inferiore al 30%.

## Zona di produzione
Il Pecorino di Filiano è prodotto in provincia di Potenza, nei comuni di:
Atella, Avigliano, Balvano, Baragiano, Barile, Bella, Cancellara, Castelgrande, Filiano, Forenza, Ginestra, Maschito, Melfi, Muro Lucano, Pescopagano, Picerno, Pietragalla, Pignola, Potenza, Rapolla, Rapone, Rionero in Vulture, Ripacandida, Ruoti, Ruvo del Monte, San Fele, Savoia di Lucania, Tito, Vaglio Basilicata, Vietri di Potenza.